# Semi-marathon de Copenhague
Le Semi-marathon de Copenhague est une course de semi-marathon se déroulant tous les ans, en septembre, dans les rues de Copenhague, au Danemark. L'épreuve fait partie du circuit international des IAAF Road Race Label Events, dans la catégorie des « Labels OR ».

## Palmarès
| Année | Hommes                  | Temps            | Femmes                 | Temps           |
| ----- | ----------------------- | ---------------- | ---------------------- | --------------- |
| 2015  | Bedan Muchiri (KEN)     | 59 min 14 s      | Purity Rionoripo (KEN) | 1 h 08 min 29 s |
| 2016  | James Wangari (KEN)     | 59 min 07 s      | Hiwot Gebrekidan (ETH) | 1 h 08 min 00 s |
| 2017  | Abraham Cheroben (BHR)  | 58 min 40 s      | Eunice Chumba (BHR)    | 1 h 06 min 11 s |
| 2018  | Daniel Kipchumba (KEN)  | 59 min 06 s      | Sifan Hassan (NED)     | 1 h 05 min 15 s |
| 2019  | Geoffrey Kamworor (KEN) | 58 min 01 s (WR) | Birhane Dibaba (ETH)   | 1 h 05 min 57 s |

 Record de l'épreuve